# Eodiscus
Eodiscus is een geslacht van uitgestorven trilobieten, dat leefde van het Vroeg- tot Midden-Cambrium. 

## Beschrijving
Deze 7,7 millimeter lange trilobiet kenmerkt zich door de korte glabella en nekstekel en een kenmerkende driedelige staart.